# Dietrich Voelker
Dietrich H. Voelker ( 8 de noviembre de 1911, Berlín - 31 de agosto de 1999) fue un profesor y matemático alemán.

## Vida
Dietrich Voelker, hijo del presidente Heinrich Voelker, asistió a la escuela primaria en Karlsruhe. En la Universidad de Karlsruhe estudió matemática. En noviembre de 1935 pasó su examen de Estado en la enseñanza de la ciencia; entonces él era estudiante de magisterio en la Escuela de Helmholtz en Karlsruhe. En mayo de 1937 aprobó pedagogía. En 1938, fue profesor Asistente en el Instituto de Matemática de la Universidad de Friburgo Albert-Ludwigs. En 1939 concluyó los exámenes, y un año más tarde, el doctorado.
Durante la Segunda Guerra Mundial, Voelker tomó los exámenes de matemática para la empresa Messerschmitt. Se trasladó a Buenos Aires, y fue de 1949 a 1950 asesor en la Industria Militar estatal. Luego se convirtió en profesor y decano en la Facultad de Matemática y Física de la Subsede San Luis de la UNC, Argentina. Más tarde, profesor de la Universidad de Clarkson en Potsdam (Nueva York).
Voelker era conocido por sus contribuciones en el campo de la transformadas integrales. Su obra más importante es Die zweidimensionale Laplace-Transformation (Las dos dimensiones de la Transformada de Laplace) de 1939 y sucesivas reediciones.

## Honores
Miembro de
- Deutschen Mathematiker-Vereinigung
- Unión Matemática Argentina
- American Mathematical Society